# 히로오역
히로오역(일본어: 広尾駅 히로오에키[*])은 도쿄도 미나토구에 있는 철도역이다. 역 번호는 H 03이다.

## 역 구조
상대식 승강장 2면 2선의 지하역. 에스컬레이터나 엘리베이터가 설치되지 않았다. 화장실은 2,3번 출입구 측의 개찰 내에 있다.
이 역과 롯폰기 역 사이에 유치선이 있어, 당역 발 나카메구로 행의 열차가 새벽에, 나카메구로 발 당역 종착의 열차가 심야에 각각 설정되어 있다.

### 승강장
| 1 | 히비야 선 | 에비스・나카메구로 방면                    |
| 2 | 히비야 선 | 긴자・우에노・기타센주・도부 동물공원 방면 |

## 역 주변
- 히로오 가든
- 히로오 가든 힐즈
- 뉴 산노 호텔
- 주일 대사관
- 일본 국제협력사업단
- 일본 적십자 간호 대학

## 역사
- 1964년 3월 25일: 영업 개시.

## 인접역
| 도쿄 메트로 2호선          | 도쿄 메트로 2호선 | 도쿄 메트로 2호선        |
| -------------------------- | ----------------- | ------------------------ |
| H02 에비스 나카메구로 방면 | 히비야 선         | H04 롯폰기 기타센주 방면 |